# PhpMyAdmin
phpMyAdmin (kurz: pMA) ist eine freie Webanwendung zur Administration von MySQL-Datenbanken und deren Fork MariaDB. Die Software ist in PHP implementiert; daher kommt der Name phpMyAdmin. Die meisten Funktionen können ausgeführt werden, ohne selbst SQL-Anweisungen zu schreiben, wie z. B. Datensätze auflisten, Tabellen anlegen/löschen, Spalten hinzufügen, Datenbanken anlegen/löschen und Benutzer verwalten.
phpMyAdmin ist unter der GNU General Public License lizenziert und ist auch in vielen Linux-Distributionen enthalten. Es werden derzeit 75 Sprachen unterstützt, wobei die Übersetzung je nach Sprache mehr oder weniger vollständig ist.
phpMyAdmin ist weit verbreitet und wird unter anderem von großen Webhosting-Providern verwendet.

## Geschichte
phpMyAdmin wurde von Tobias Ratschiller initiiert und basiert wie phpPgAdmin auf Peter Kuppelwiesers MySQL-Webadmin aus dem Jahr 1997. Kuppelwiesers Idee war es, eine web-basierte Applikation zur Administration von MySQL zu realisieren. Tobias Ratschiller begann 1998 mit der Arbeit an einem PHP-basierten Web-Frontend für MySQL. 2000 stellte er seine Arbeit aufgrund von Zeitmangel ein. Zu der Zeit gehörte phpMyAdmin schon zu den populärsten PHP-Anwendungen und MySQL-Administrationswerkzeugen und hatte eine große Nutzer- und Entwicklergemeinde. 2001 registrierten Olivier Müller, Marc Delisle und Loïc Chapeaux das phpMyAdmin-Projekt bei Sourceforge und führten dort die Entwicklung fort.
Das Projekt wird derzeit von Olivier Müller, Marc Delisle, Alexander M. Turek, Michal Čihař, Garvin Hicking und Sebastian Mendel betreut.

### Meilensteine
| Version | Datum      | Bemerkung |
| ------- | ---------- | --- |
| 0.9.0   | 09.09.1998 | Erste interne Version                                                                                                 |
| 1.0.1   | 26.10.1998 | |
| 1.2.0   | 29.11.1998 | |
| 1.3.1   | 27.12.1998 | Erste mehrsprachige Version                                                                                           |
| 2.1.0   | 08.06.2000 | Letzte Version durch Entwickler Tobias Ratschiller                                                                    |
| 2.2.0   | 31.08.2001 | Erste stabile Version des Projekts                                                                                    |
| 2.3.0   | 08.11.2001 | |
| 2.4.0   | 23.02.2003 | |
| 2.5.0   | 05.11.2003 | |
| 2.6.0   | 27.09.2004 | Bessere Unterstützung von MySQL 4.1                                                                                   |
| 2.7.0   | 04.12.2005 | Plug-in-gestütztes Import-Modul hinzugefügt                                                                           |
| 2.8.0   | 06.03.2006 | Web-gestützte Installation                                                                                            |
| 2.9.0   | 20.09.2006 | Verwaltung von Benutzeroberflächen                                                                                    |
| 2.10.0  | 27.02.2007 | Relationen-GUI namens Designer                                                                                        |
| 2.11.0  | 21.08.2007 | Letzte Hauptversion mit Unterstützung von PHP 4, Verwaltung von Triggern, Prozeduren und Funktionen                   |
| 3.0.0   | 27.09.2008 | Neue Mindestanforderung sind PHP 5.2 und MySQL 5.0                                                                    |
| 3.1.0   | 28.11.2008 | Neuer Installationsprozess, BLOB-Streaming und die Swekey-Hardware-Authentifizierung                                  |
| 3.2.0   | 15.06.2009 | Diverse Verbesserungen                                                                                                |
| 3.3.0   | 07.03.2010 | Unterstützung für Replikation, Synchronisierung von Daten und Strukturen zwischen verschiedenen Servern               |
| 3.4.0   | 11.05.2011 | Benutzereinstellungen, ENUM/SET-Editor, neue Oberfläche für Import/Export, Charts, Visual Query Builder               |
| 3.5.0   | 07.04.2012 | Editor für Stored Procedures und Stored Functions, Erstellen von Triggers und Events                                  |
| 4.0.0   | 03.05.2013 | Frames werden nicht mehr genutzt, dafür aber JavaScript. Überarbeitung der Softwaredokumentation.                     |
| 4.1.0   | 12.12.2013 | Neue Mindestanforderung sind PHP 5.3 und MySQL 5.5                                                                    |
| 4.2.0   | 08.05.2014 | Fehlerbehebungen und kleinere neue Funktionalitäten, Unterstützung für die PHP Erweiterung mysql entfallen            |
| 4.3.0   | 05.12.2014 | Hilfsmittel zur automatisierten Normalisierung, zentrales Spaltenverzeichnis für Datenbanken, neue SQL-Abfragekonsole |
| 4.4.0   | 01.04.2015 | Diverse Verbesserungen                                                                                                |
| 4.5.0   | 23.09.2015 | Diverse Verbesserungen                                                                                                |
| 4.6.0   | 22.03.2016 | Diverse Verbesserungen                                                                                                |
| 4.7.0   | 29.03.2017 | Diverse Verbesserungen                                                                                                |
| 4.8.0   | 07.04.2018 | Diverse Verbesserungen                                                                                                |
| 4.9.0   | 04.06.2019 | Diverse Verbesserungen                                                                                                |
| 5.0.0   | 26.12.2019 | Diverse Verbesserungen                                                                                                |
| 5.1.0   | 24.02.2021 | Diverse Verbesserungen                                                                                                |
| 5.2.0   | 10.05.2022 | Diverse Verbesserungen                                                                                                |